# Лесная Печеньга
Лесная Печеньга — река в России, протекает в Вологодской области. Устье реки находится в 2 км по правому берегу реки Нижняя Печеньга. Длина реки составляет 15 км.
Исток реки расположен в лесах в 48 км к северо-востоку от Тотьмы. Лесная Печеньга в верхнем и среднем течении течёт на север, в нижнем течении поворачивает на юго-запад. Протекает в лесистой местности, крупных притоков и населённых пунктов нет. Впадает в Нижнюю Печеньгу двумя километрами выше впадения самой Нижней Печеньги в Сухону.

## Данные водного реестра
По данным государственного водного реестра России относится к Двинско-Печорскому бассейновому округу, водохозяйственный участок реки — Северная Двина от начала реки до впадения реки Вычегда, без рек Юг и Сухона (от истока до Кубенского гидроузла), речной подбассейн реки — Сухона. Речной бассейн реки — Северная Двина.
По данным геоинформационной системы водохозяйственного районирования территории РФ, подготовленной Федеральным агентством водных ресурсов: 
- Код водного объекта в государственном водном реестре — 03020100312103000008800
- Код по гидрологической изученности (ГИ) — 103000880
- Код бассейна — 03.02.01.003
- Номер тома по ГИ — 03
- Выпуск по ГИ — 0